# Пролив Литке
Проли́в Ли́тке — пролив на западе Карагинского залива в Беринговом море, отделяет остров Карагинский от полуострова Камчатка. Максимальная глубина 67 метров.
Назван в 1910 году в честь русского мореплавателя и исследователя Фёдора Литке.
На западном берегу пролива, в бухте Оссора расположен посёлок Оссора.